# Mas Guineu (Torrelles de Foix)
El Mas Guineu és un edifici del municipi de Torrelles de Foix (Alt Penedès) que forma part de l'Inventari del Patrimoni Arquitectònic de Catalunya.

## Descripció
El Mas Guineu està situat a la part oriental del terme. És un edifici de planta rectangular, format per planta baixa, pis i golfes. La coberta és a dues vessants. Té el portal d'entrada adovellat i un balcó a la primera planta. La masia és d'origen medieval. Conserva documents de compra -venda i capítols matrimonials de voltants del 1400.